# Wildwasserrennsport-Weltmeisterschaften 1995
1995 fanden die Weltmeisterschaften im Kanu-Wildwasserrennsport im walisischen Bala auf dem Tryweryn statt. Es waren die letzten gemeinsamen Wildwasser-Weltmeisterschaften mit Slalom und Wildwasserrennsport. Kanu-Slalom war 1992 wieder ins olympische Programm genommen worden. Die Wildwasserrennsportweltmeisterschaften wechselten ab 1996 von den ungeraden auf die geraden Jahre.

## Ergebnisse

### Nationenwertung
| Platz  | Land                   | Gold | Silber | Bronze | Gesamt |
| ------ | ---------------------- | ---- | ------ | ------ | ------ |
| 1      | Frankreich             | 2    | 4      | 2      | 8      |
| 2      | Deutschland            | 2    | 3      | 3      | 8      |
| 3      | Italien                | 1    | 1      | –      | 5      |
| 4      | Österreich             | 1    | –      | –      | 1      |
|        | Slowakei               | 1    | –      | –      | 1      |
|        | Neuseeland             | 1    | –      | –      | 1      |
| 7      | Vereinigtes Königreich | –    | –      | 2      | 2      |
| 8      | Slowenien              | –    | –      | 1      | 1      |
| Gesamt | Gesamt                 | 8    | 8      | 8      | 24     |